# Fantastic Damage
Fantastic Damage — дебютный сольный студийный альбом американского хип-хоп исполнителя El-P, выпущенный на лейбле Definitive Jux 14 мая 2002 года и занявший 198-е место в чарте Billboard 200. На песни «Stepfather Factory» и «Deep Space 9mm» были сняты музыкальные видеоклипы.

## Список композиций
| №   | Название                                     | Длительность |
| --- | -------------------------------------------- | ------------ |
| 1.  | «Fantastic Damage»                           | 3:22         |
| 2.  | «Squeegee Man Shooting»                      | 4:24         |
| 3.  | «Deep Space 9mm»                             | 3:47         |
| 4.  | «Tuned Mass Damper»                          | 4:05         |
| 5.  | «Dead Disnee»                                | 3:53         |
| 6.  | «Delorean»                                   | 5:33         |
| 7.  | «Truancy»                                    | 5:04         |
| 8.  | «The Nang, the Front, the Bush and the Shit» | 5:37         |
| 9.  | «Accidents Don't Happen»                     | 4:50         |
| 10. | «Stepfather Factory»                         | 4:11         |
| 11. | «T.O.J.»                                     | 4:32         |
| 12. | «Dr. Hellno and the Praying Mantus»          | 4:39         |
| 13. | «Lazerfaces' Warning»                        | 4:36         |
| 14. | «Innocent Leader»                            | 2:21         |
| 15. | «Constellation Funk»                         | 4:58         |
| 16. | «Blood»                                      | 4:26         |

## Влияние
Альбом служил ориентиром для поэта и эмси Михаила Феничева во время первых записей альбома 2H Company «Психохирурги», однако в итоге «получилось всё по-другому».

## Чарты
| Чарт (2002)                            | Высшая позиция |
| -------------------------------------- | -------------- |
| США (Billboard 200)                    | 198            |
| США (Billboard Top Heatseekers Albums) | 9              |
| США (Billboard Independent Albums)     | 14             |
| США (Billboard Top R&B/Hip-Hop Albums) | 82             |